# Route nationale 16 (Mali)
Pour les articles homonymes, voir Route nationale 16.
La route nationale 16 relie Sévaré à Gao : contournant le pays Dogon, elle va vers le nord jusqu'à Konna, prend une orientation vers l'est, traverse Douentza, Hombori puis Gossi et atteint le fleuve Niger qu'elle franchit grâce au pont de Wabaria peu avant Gao.

## Histoire
Elle a été construite par la Satom entre 1979 et 1986.
Elle a été financée par la KfW allemande, la Banque africaine de développement et les pays arabes.
La RN16 est un lien important entre le nord et le sud du pays et a joué un rôle majeur dans l'acheminement de l'aide alimentaire au nord frappé par la sécheresse dans les années 1980.
La RN16 est aujourd'hui en très mauvais état, et le tronçon entre Gossi et Gao est visible avec des véhicules incendiés par des raids de bandits.
Les troupes pionnières de l'armée malienne sont chargées de la restauration de la route.